# 加利福尼亞聯盟
加利福尼亞聯盟（英語：California League），是美國佛羅里達州的一個美國職棒小聯盟附屬聯盟，該聯盟於1941年創立，原隸屬於大聯盟的高階1A系統。後來在2021年小聯盟重組後降級到低階1A系統。該聯盟在2021年短暫改名為低階1A西區後，在2022年恢復原名，並成為1A的聯盟。加利福尼亞聯盟可說是最受歡迎的小聯盟賽事，在COVID-19疫情爆發以前，他們的觀眾人數僅次於大聯盟的比賽。
該聯盟於1941年成立，並有8支球隊。不過在二戰結束後只剩下4支球隊。該聯盟於1950年起趨於穩定運作，他們曾連續20年都沒有球隊搬遷或解散。
2020年，因為COVID-19疫情的大爆發，使得小聯盟賽季全面暫停。2021年球季開始前，加利福尼亞聯盟暫時改名叫低階1A西區。不過大聯盟後來收購小聯盟的名稱版權，因此低階1A西區在2022年球季又改回原名加利福尼亞聯盟。

## 目前球隊
| 分區         | 球隊             | 原文名       | 大聯盟球隊     | 所在地       | 球場           | 球場容納人數 |
| ------------ | ---------------- | ------------ | -------------- | ------------ | -------------- | ------------ |
| 北區         | 弗雷斯諾灰熊     |              | 科羅拉多洛磯   | 弗雷斯諾     | 丘坎西公園     | 10650        |
| 莫德斯托樫果 |                  | 西雅圖水手   | 莫德斯托       | 約翰瑟曼球場 | 4000           |              |
| 聖荷西巨人   |                  | 舊金山巨人   | 聖荷西         | 刺激球場     | 4200           |              |
| 史塔克頓港口 |                  | 奧克蘭運動家 | 史塔克頓       | 橫幅島棒球場 | 5300           |              |
| 南區         | 內陸帝國66人     |              | 洛杉磯天使     | 聖貝納迪諾   | 聖曼紐體育場   | 8000         |
| 南區         | 埃爾西諾湖風暴   |              | 聖地牙哥教士   | 埃爾西諾湖   | 埃爾西諾湖球場 | 7866         |
| 南區         | 倫秋庫卡蒙佳地震 |              | 洛杉磯道奇     | 庫卡蒙格牧場 | LoanMart球場   | 6200         |
| 南區         | 維塞利亞皮鞭     |              | 亞利桑那響尾蛇 | 維塞利亞     | 強谷棒球場     | 2468         |

## 外部連結
- 小聯盟官方網站 （页面存档备份，存于）